# Torremoronta
Torremoronta es un despoblado de España que se encuentra en el municipio de Santa María del Campo, en la provincia de Burgos, comunidad autónoma de Castilla y León.
Los últimos regentes de su castillo, los cuales lo donaron junto a otras posesiones como puentes y molinos, así como joyas de gran valor como la custodia y cruz procesional que se encuentran en la parroquia de Nuestra Señora de la Asunción, fueron Francisco Barahona y María Herrera, quienes aposentaron en su última morada (casa del cordón de Santa María del Campo) a Fernando el Católico y al cardenal Cisneros.
Actualmente yacen en un sepulcro situado bajo el altar mayor de Santa María del Campo.

## Historia
A mediados del siglo XIX, Pascual Madoz, en su Diccionario geográfico-estadístico-histórico de España y sus posesiones de Ultramar, lo citaba como despoblado en la provincia de Burgos, partido judicial de Lerma, dentro del término de Santa María del Campo. Lo describía en un alto que baña el río Arlanza y sus únicos restos eran la pared de una torre y algunos cimientos. A corta distancia se encontraba un puente, en estado ruinoso, del cual solo se conservaban siete ojos. Llegó a tener dos parroquias, Santa María y Santiago, que se agregaron a Santa María del Campo en 1514.